# Ryuta Sasaki
Ryuta Sasaki (Ibaraki, 7 februari 1988) is een Japans voetballer.

## Carrière
Ryuta Sasaki speelde tussen 2006 en 2011 voor Kashima Antlers, Japan Soccer College en Shonan Bellmare. Hij tekende in 2012 bij Tochigi SC.